# Puccinia aegopodii
Puccinia aegopodii är en svampart som först beskrevs av Heinrich Christian Friedrich Schumacher, och fick sitt nu gällande namn av Heinrich Friedrich Link 1817. Puccinia aegopodii ingår i släktet Puccinia, och familjen Pucciniaceae. Inga underarter finns listade i Catalogue of Life.

## Källor

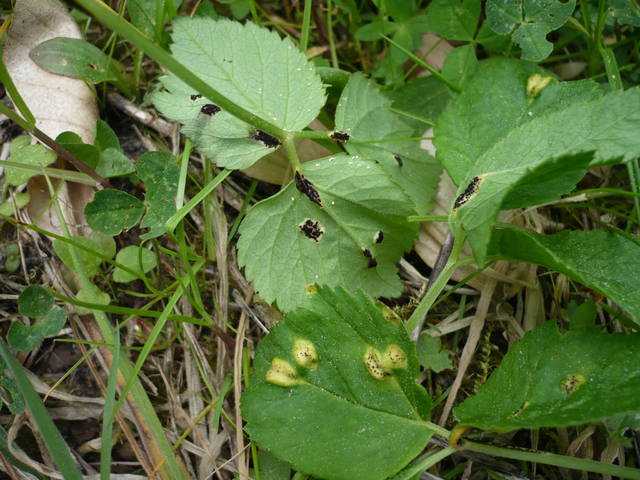